# 马祖常
马祖常（1279年—1338年），字伯庸，出生於元代基督徒世家（聂思脱里教派），属于色目人，祖先为西域雍古族，其为当时的汉语诗人。贈攄忠宣憲協正功臣、河南行省右丞、上護軍、魏郡公，諫「文貞」。為文法先秦兩漢，宏瞻而精核，富麗而新奇，內容多製詔、碑誌等類作品，詩作圓密清麗，除應酬之作外，亦有反映民間疾苦的作品。 

## 著作
馬祖常在擔任監察御史期間，元仁宗命他為《風憲宏綱》作序。《中州名賢文表》中也有收錄馬祖常的作品，共五卷。